# Chrysopa adonis
Chrysopa adonis is een insect uit de familie van de gaasvliegen (Chrysopidae), die tot de orde netvleugeligen (Neuroptera) behoort. 
Chrysopa adonis is voor het eerst wetenschappelijk beschreven door Banks in 1937.